# Борджа, Франсиско
О тезках см. Франциско де Борха и Борха-и-Арагон, Франсиско де
Франсиско де Борха или Франческо Борджиа, 4-й герцог де Гандиа (исп. San Francisco de Borja; 28 октября 1510, Гандия, королевство Валенсия, Арагонская корона — 30 сентября 1572, Camere di San Ignazio, Папская область) — католический святой, третий генерал Общества Иисуса (иезуиты). Представитель знатного каталонского рода Борджиа (Борха), правнук папы из этого рода — Александра VI. Канонизирован 20 июня 1670 года.

## Биография

### До пострига
Франсиско Борджа родился в Гандии в области Валенсия в 1510 году Был первенцем 16-летнего Хуана де Борха, 3-го герцога Гандии. По отцовской линии Франсиско — правнук папы Александра VI, а по материнской — короля Арагона Фердинанда Католика.
Детство он провел при дворе своего дяди, Хуана Арагонского, архиепископа Сарагоссы, где был воспитан как придворный кавалер. Ходатайства архиепископа оказалось достаточно для того, чтобы Франсиско в 1522 году назначили пажом его двоюродной тётки — инфанты Екатерины. При дворе её брата Карла V Франсиско получил прекрасное образование.
Когда Карл покинул Италию в 1530 году, именно Франсиско стал фактическим руководителем двора и главным советником его супруги Изабеллы. Вдобавок к остальным своим обязанностям, Франсиско был наставником и компаньоном принца Филиппа. Сплетни приписывали ему любовную связь с Изабеллой, но доказательства подобного отсутствуют.
В 1536 году Франсиско сопровождал Карла V в его военной кампании в Провансе. Это было его первым опытом пребывания на поле сражения, и Франсиско остался весьма разочарован. Согласно преданию, одним из наиболее существенных переживаний, подействовавших на жизнь Франсиско, стала смерть императрицы Изабеллы в 1539 году Франсиско и его жена Элеонора отвечали за все этапы похорон и он был вынужден лично вскрывать её гроб перед похоронами. Говорят, что после её смерти он сказал, что больше никогда не будет служить смертному господину.
После смерти Изабеллы Франсиско был назначен вице-королем в Каталонию. В 1542 году он унаследовал герцогство своего отца, однако после смерти жены отказался от него и решил принять монашество.

### Монашеская жизнь
Завершив богословское образование, в 1551 году он принял рукоположение и открыто заявил о своей принадлежности к Обществу Иисуса. Он отказался от званий, которые мог предложить ему мир, но на протяжении почти всей его монашеской жизни на него возлагали административные обязанности. Он, несомненно, обладал всеми необходимыми для этого качествами, проявившимися ещё в миру, когда он был вице-королём Каталонии (1539—1542).
В 1565 году он был избран третьим генералом ордена. Он часто называл день своего избрания на должность генерала иезуитов dies meae crucis (днем своего распятия) и в своих молитвах говорил: «Забери меня или отними у меня мою должность, или же веди и направляй меня согласно Твоей воле». В качестве образца своей деятельности он называл двух своих предшественников — св. Игнатия и о. Лаинеса и просил Господа даровать ему «доброту о. Лайнеса и благоразумие и ясность отца нашего Игнатия». Он принял постановление II генеральной Конгрегации, избравшей его 31 голосом из 39, за норму своей деятельности. Значительное внимание в своей деятельности он уделял организации правильной подготовки послушников. Франсиско Борджа ревностно придерживался духа Общества и в памятном письме перечислил средства, позволяющие сохранить его. Властью Генеральной Конгрегации он регулировал количество времени, отведенного на молитву, но таким образом, что его можно было адаптировать к нуждам каждой отдельной провинции. Он изучал «Конституции» и комментировал их, составил правила для различных должностей и опубликовал их в 1567 году. Он подготовил предварительное издание Ratio Studiorum. За пределами Европы именно он стал основателем миссии в Латинской Америке, и в его бытность Генералом первые иезуиты были направлены во Флориду. Когда после множества болезненных испытаний эту миссию пришлось приостановить, он переключил свое внимание на Мексику, и первая иезуитская экспедиция направилась в страну в 1571 году. Более трех миссий было отправлено в Перу за время его пребывания в должности генерального настоятеля.
Франсиско Борджа умер в Риме 30 сентября 1572 году и был канонизирован папой Климентом X в 1671 году. Память о нём в литургическом календаре приходится на 3 октября. Историки пишут о нём как об одном из наиболее успешных генералов ордена иезуитов после св. Игнатия Лойолы. Его мощи были перевезены в 1901 году в мадридскую церковь иезуитов.

## Семья

### Брак и дети
в 1529 году женился на Элеоноре де Кастро (1512 — 27 марта 1546, фрейлине королевы Изабеллы Португальской.Она была дочерью Альваро де Кастро, генерал-капитана Африки, и Изабелы де Мело Баррету и Менесеш. Её брат, Родриго де Кастро, был губернатором португальской резиденции Сафи (Марокко). В браке родилось восемь детей:
- Карлос де Борха-и-Кастро (1530—1592), 5-й герцог Гандийский. Женат на Магдалене де Сентельес и Фолч де Кардона (ум. 1596), 5-й графиней Оливской.
  - Франсиско Томас де Борха-и-Сентельес, 6-й герцог Гандийский; жена — Хуана де Веласко-и-Арагон.
    - Иньиго де Борха-и-Веласко (1575 — 31 октября 1622) испанский военачальник, рыцарь Ордена Сантьяго, губернатор Антверпенской цитадели.
    - Гаспар де Борха-и-Веласко (26 июня 1580 — 28 декабря 1645), примас Испании.
    - Бальтасар де Борха-и-Веласко (ум. 11 июля 1630 года), вице-король Майорки с 1628 по 1629 год[10].
- Изабель де Борха-и-Кастро (1532 — после 1566), муж — Франсиско Гомес де Сандоваль-и-Суньига, 4-й маркиз Дения
  - Франсиско Гомес де Сандоваль-и-Рохас (1552/1553 — 17 мая 1625), 1-й герцог Лерма, испанский государственный деятель, фаворит короля Филиппа III. Приходится дедом королеве Португалии Луизе де Гусман.
- Хуан де Борха-и-Кастро (1533 — 3 сентября 1606), 1-й граф Фикальо и 1-й граф Майальде, испанский государственный деятель и дипломат.
  - Франсиско де Борха-и-Арагон (1581 — 26 сентября 1658), граф Ребольедо, Вице-король Перу с 1615 по 1621.
  - Фернандо де Борха-и-Арагон (около 1583 — 28 ноября 1665) граф Маяльде, наместник Арагона и Валенсии.
- Альваро де Борха-и-Кастро (1535 — после 1580), женился на своей племяннице Эльвире Энрикес де Альманса-и-Борха, 5-й маркизе де Альканьисес
- Хуана де Борха-и-Кастро (1535—1575), замужем за Хуаном Энрикесом де Альманса-и-Рохас, 4-м маркизом Альканьесским.
- Фернандо де Борха-и-Кастро (1537—1587), командор Ордена Калатравы.
  - Хуан Бонавентура де Борха-и-Армендия (1564—1628), председатель королевского суда Санта Фе де Богота (1605—1628).
- Доротея де Борха-и-Кастро (1538—1552), монахиня.
- Альфонсо де Борха-и-Кастро (1539—1593) женился в 1567 году на Леонор де Норонья.